# Tann (Rhön)
Tann (Rhön) är en kommun och ort i Landkreis Fulda i Regierungsbezirk Kassel i förbundslandet Hessen i Tyskland. 
Den tidigare kommunen Wendershausen uppgick i Tann (Rhön) 1 april 1970, följt av Günthers och Lahrbach 31 december 1971, Hundsbach 1 april 1972 samt Habel, Neuschwambach, Neuswarts, Schlitzenhausen och Theobaldshof 1 augusti 1972.